# Ebracher Forst

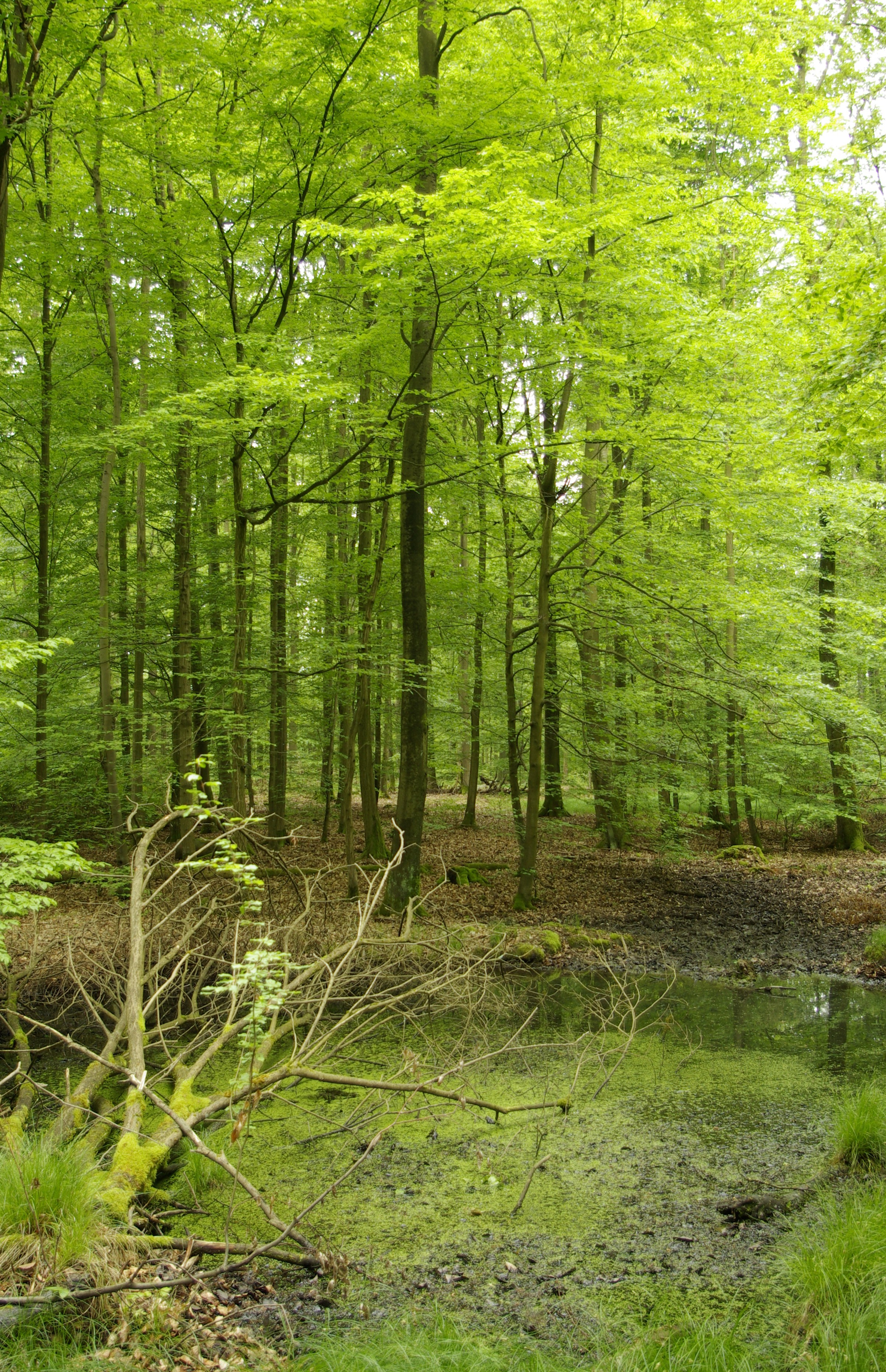
Der Hohe Buchene Wald im Ebracher Forst

Der Ebracher Forst ist ein 9,02 km² großes gemeindefreies Gebiet im Landkreis Bamberg in Bayern und zählt zur Metropolregion Nürnberg.

## Geographie
Das Forstgebiet im Steigerwald im Westen des Landkreises Bamberg ist weitgehend unbewohnt. Einen wesentlichen Teil der Fläche umfasste das von 2010 bis 2015 bestehende  Schutzgebiet Der Hohe Buchene Wald im Ebracher Forst. Die Ausweisung des Schutzgebietes (geschützter Landschaftsbestandteil) war in der Region umstritten. Befürworter sahen darin einen ersten Schritt hin zu einem „Nationalpark Steigerwald“ mit dem Fernziel der Anerkennung als Weltnaturerbe. Kritiker verwiesen auf die Beeinträchtigung der Forstwirtschaft.

## Geschichte
Zum 1. Januar 2013 wurden neun Flurstücke mit einer Gesamtfläche von  489 Quadratmetern vom gemeindefreien Gebiet in den Markt Ebrach umgegliedert.

## Sehenswertes
Im südwestlichen Bereich des Waldgebiets Der Hohe Buchene Wald im Ebracher Forst, direkt an der Bundesstraße 22, liegt der Baumwipfelpfad Steigerwald, ein 1152 m langer Lehr- und Baumwipfelpfad.